# Śródmieście (Szczecin)
     Śródmieście
     Zachód
     Północ
     Prawobrzeże

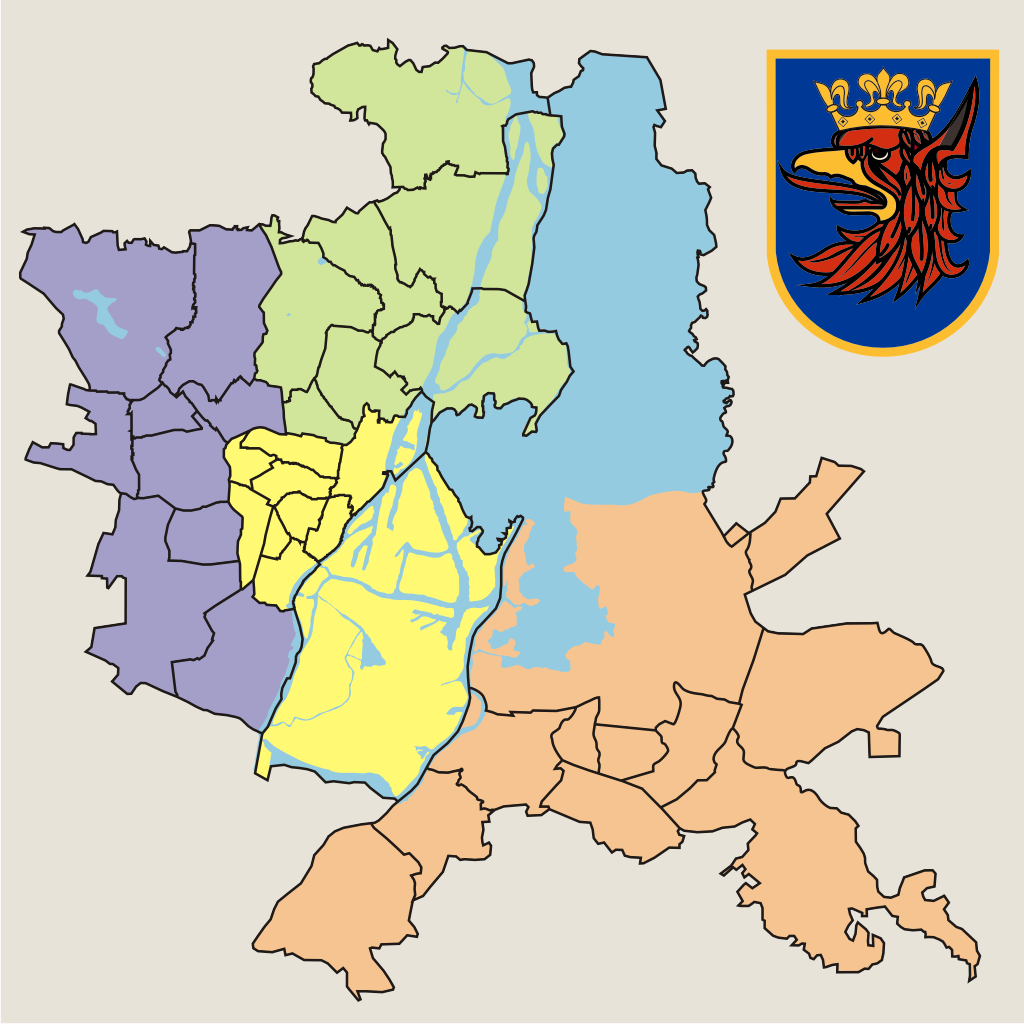
Dzielnice Szczecina:
Śródmieście
Zachód
Północ
Prawobrzeże

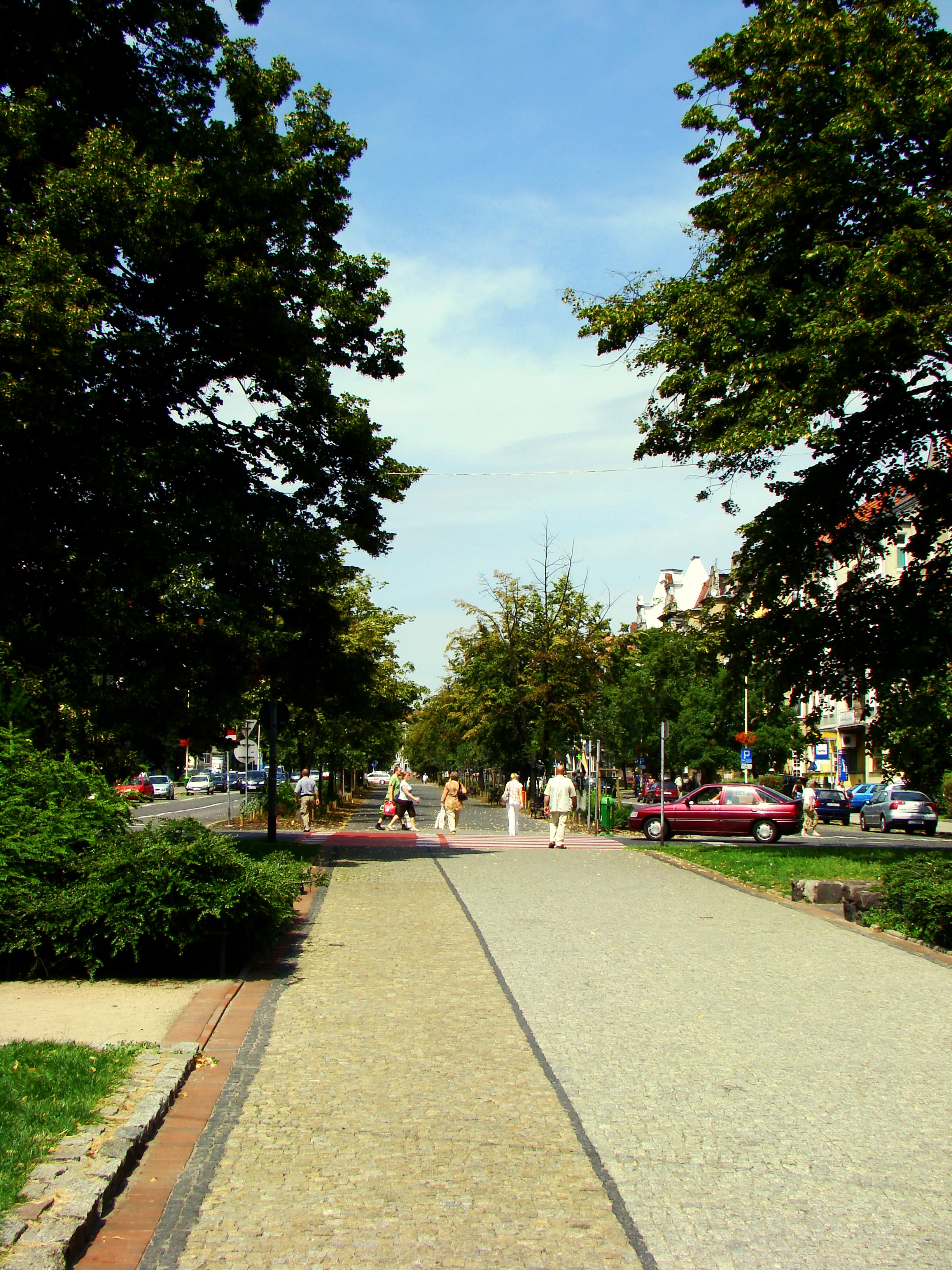
Plac Grunwaldzki w osi alei Jana Pawła II w Śródmieściu

Śródmieście – dzielnica obejmująca centralną część miasta Szczecina, która grupuje 10 jednostek pomocniczych miasta – osiedli. Według danych z 2022 w dzielnicy mieszkały 104 294 osoby.
Pierwsza jednostka administracyjna o tej nazwie istniała w latach 1955–1976. Obecna dzielnica została ustanowiona w 1990.

## Położenie
Graniczy z dzielnicami: 
- Północ na północy
- Zachód na zachodzie
- Prawobrzeże na wschodzie

oraz z gminą Kołbaskowo na południu. Na północnym wschodzie przylega do jeziora Dąbie. Przez obszar dzielnicy przepływa Odra Zachodnia a Regalica stanowi granicę pomiędzy Śródmieściem a Prawobrzeżem.

## Historia
W 1955 wprowadzono podział Szczecina na cztery dzielnice: Śródmieście, Nad Odrą, Pogodno i Dąbie. Dzielnicę Śródmieście podzielono wówczas na osiedla Grabowo, Łasztownia-Port, Niebuszewo I, Śródmieście i Wyspa Pucka. 1 kwietnia 1961 skorygowano granicę dzielnicy i włączono do niej osiedle Pomorzany. Dzielnicę zlikwidowano w 1976. W 1990 Szczecin ponownie podzielono ponownie na cztery dzielnice, co oznaczało odtworzenie dzielnicy Śródmieście.

## Osiedla
Od 1990 Śródmieście składa się z 10 osiedli:
| Nazwa                   | Liczba mieszkańców (2022) | Zdjęcie | Położenie na mapie |
| ----------------------- | ------------------------- | ------- | ------------------ |
| Centrum                 | 15 392                    |         |                    |
| Drzetowo-Grabowo        | 14 389                    |         |                    |
| Łękno                   | 2947                      |         |                    |
| Międzyodrze-Wyspa Pucka | 779                       |         |                    |
| Niebuszewo-Bolinko      | 19 016                    |         |                    |
| Nowe Miasto             | 8583                      |         |                    |
| Stare Miasto            | 3804                      |         |                    |
| Śródmieście-Północ      | 11 043                    |         |                    |
| Śródmieście-Zachód      | 12 114                    |         |                    |
| Turzyn                  | 16 227                    |         |                    |